# Stagsejl
Et stagsejl er i skibsterminologi betegnelsen for et trekantet sejl, der som regel sættes på stag mellem skibets master eller som forsejl.